# Prionochilus
Prionochilus es un género de aves paseriformes de la familia Dicaeidae. Es propia de Asia del Sur.

## Especies
El género tiene las siguientes especies:
- Prionochilus maculatus – picaflores moteado.
- Prionochilus olivaceus – picaflores oliváceo.
- Prionochilus percussus – picaflores carminoso.
- Prionochilus plateni – picaflores de Palawan.
- Prionochilus thoracicus – picaflores pechiescarlata.
- Prionochilus xanthopygius – picaflores culigualdo.